# Alfonso Quiñónez Molina
Alfonso Quiñónez Molina (11 janvier 1874 - 22 mai 1950) est un homme politique salvadorien. 

## Biographie
Il est président du Salvador du 21 décembre 1918 au 28 février 1919, et du 1er mars 1923 au 28 février 1927. Il fait partie de la grande famille Meléndez-Quiñónez, qui dirige le pays pendant 18 années. 
Il a été vice-président de Carlos Meléndez et Jorge Meléndez de mars 1915 à mars 1923. Pío Romero Bosque, son vice-président de mars 1923 à février 1927, lui succédera le 1er mars 1927.
Il était marié à une sœur de ces deux présidents.